# Wonford
Wonford är ett odefinierat område i Exeter, England, som omfattar delar av St Loyes och Heavitree.
Ursprungligen var Wonford en kungsgård uppkallad efter en bäck (numera Mincinglake) som framträdde på de södra sluttningarna av Stoke Hill och rann genom Northbrook Park. År 937 var namnet Wynford som betyder "vacker bäck". 
Marken kring Exeter hade varit en del av de keltiska kungagodsen. Före den romerska ockupationen på 600-talet fortsatte dessa marker att vara en stor kungsgård tillhörande de saxiska kungarna.
Dessa marker minskade gradvis i storlek, till dess att den enda kvarvarande jaktmarken från den normandiska invasionen var Duryard, norr om staden. 
Fastän S:t Mikaels kyrka i Heavitree är viktoriansk, står den på platsen för en av de äldsta kyrkorna utanför Exeter. Kung Cenwalh av Wessex etablerade ett kapell på denna plats i Wonford omkring år 660. Området blev känt som Heavitree, och Wonford krympte medan Heavitree växte.
Exeters största sjukhus, Royal Devon and Exeter, ligger i Wonford.
Wonford är nu hem till ett av Exeters kommunala bostadsområden.